# أبيمديون أصفر
أبيمديون أصفر (الاسم العلمي: Epimedium flavum) هو نوع من النباتات يتبع جنس الأبيمديون من الفصيلة البرباريسية.